# Giampaolo Urlando
Giampaolo Urlando (Padova, 7 gennaio 1945) è un ex martellista italiano, dieci volte campione italiano assoluto della specialità e primatista nazionale dal 1984 al 1993 con la misura di 78,16 m.

## Biografia
Il 19 agosto 1978, a Lignano Sabbiadoro, stabilisce il nuovo record italiano del lancio del martello con la misura di 75,64 m, migliorando di 128 cm il precedente primato di Mario Vecchiato stabilito nel 1972. Due anni più tardi, ai Giochi olimpici di Mosca 1980, si qualifica per la sua prima finale olimpica concludendo la gara al settimo posto con la misura di 73,90 m.
Il 25 luglio 1984, a Walnut, in California, diventa il primo italiano capace di superare la barriera dei 78 metri nella specialità, facendo registrare la misura di 78,16 m. Dodici giorni dopo, nella finale olimpica di Los Angeles 1984, ottiene il quarto piazzamento con la misura di 75,96 m, ma viene in seguito squalificato per positività al test antidoping. La FIDAL non ha mai contestato il suo record personale, anche se palesemente influenzato dall'assunzione di farmaci dopanti.
Nel 1986, il discobolo e pesista Luciano Zerbini ha dichiarato che l'assunzione di steroidi anabolizzanti era una pratica comune tra i lanciatori italiani prima di quella edizione dei Giochi.
È padre del discobolo Alessandro Urlando, campione italiano assoluto del lancio del disco nel 1996, nonché nonno del nuotatore statunitense Luca Urlando, campione mondiale dei 200 m farfalla a Singapore 2025.

## Palmarès
| Anno | Manifestazione          | Sede        | Evento              | Risultato | Prestazione | Note        |
| ---- | ----------------------- | ----------- | ------------------- | --------- | ----------- | ----------- |
| 1976 | Giochi olimpici         | Montréal    | Lancio del martello | 13º (q)   | 68,54 m     |             |
| 1978 | Europei                 | Praga       | Lancio del martello | 8º        | 72,62 m     |             |
| 1979 | Giochi del Mediterraneo | Spalato     | Lancio del martello | Oro       | 69,92 m     |             |
| 1980 | Giochi olimpici         | Mosca       | Lancio del martello | 7º        | 73,90 m     |             |
| 1982 | Europei                 | Atene       | Lancio del martello | 11º       | 73,72 m     |             |
| 1983 | Giochi del Mediterraneo | Casablanca  | Lancio del martello | Oro       | 69,94 m     |             |
| 1983 | Mondiali                | Helsinki    | Lancio del martello | 13º (q)   | 72,06 m     |             |
| 1984 | Giochi olimpici         | Los Angeles | Lancio del martello | dq        | 75,96 m     | [ 2 ] [ 3 ] |

## Campionati nazionali
- 10 volte campione nazionale assoluto del lancio del martello (1967, 1975-1983)